# Falzverbindung

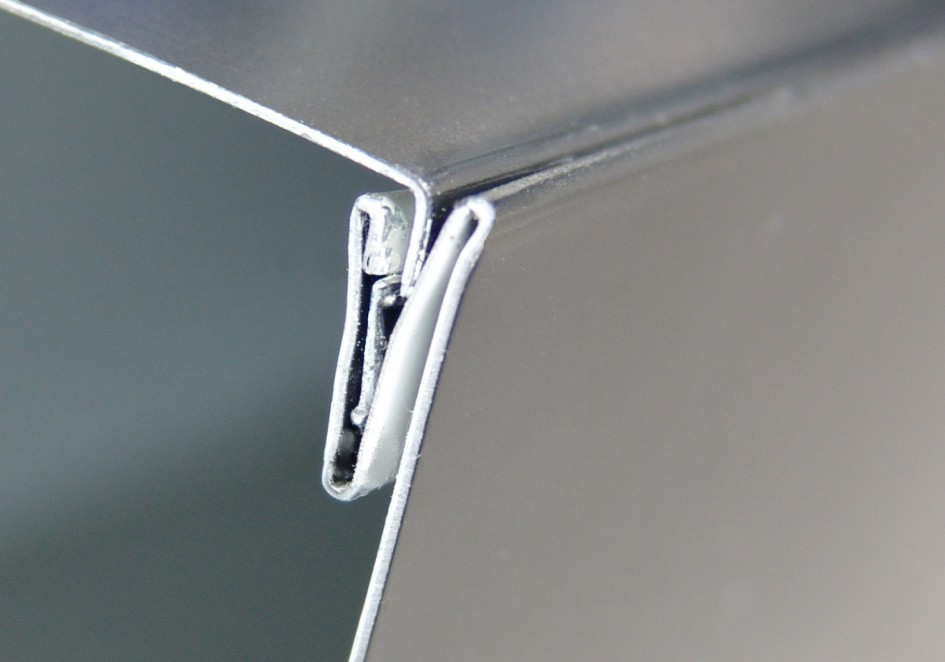
Schnappfalz-Verbindung

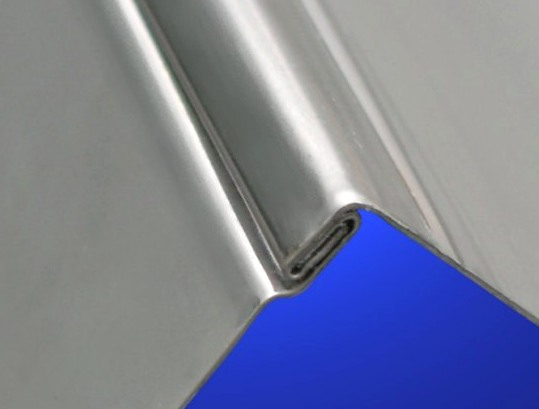
Kanalfalz-Verbindung

Falzverbindungen werden in vielen Bereichen der Technik eingesetzt. Sehr gebräuchlich sind sie bei der Herstellung von Luftkanälen aus Blech, die die erwärmte oder gekühlte Luft von Klimazentralen in die Räume transportieren. Die am häufigsten eingesetzten Maschinen zum Herstellen der Falze sind Falzformer, Bördelmaschinen und Kanalfalzmaschinen.

## Schnappfalz-Verbindung
Um eine Verbindungsstelle mit einer Schnappfalz-Verbindung zu schließen, muss an die eine Seite des Blechs ein Schnappfalz und an die andere Seite ein Nockenstehfalz angebracht sein. Die beiden Falze werden lediglich ineinander gesteckt. Dabei verhaken sich die Nocken des Nockenstehfalzes in dem kleinen Randabbug des Schnappfalzes.

## Kanalfalz-Verbindung
Zur Herstellung einer Kanalfalz-Verbindung verwendet man eine Kanalfalzmaschine. Der Kanalfalz ist dichter als die in der Luftkanalherstellung sonst gebräuchlichen Pittsburghfalz- und Schnappfalz-Verbindungen.

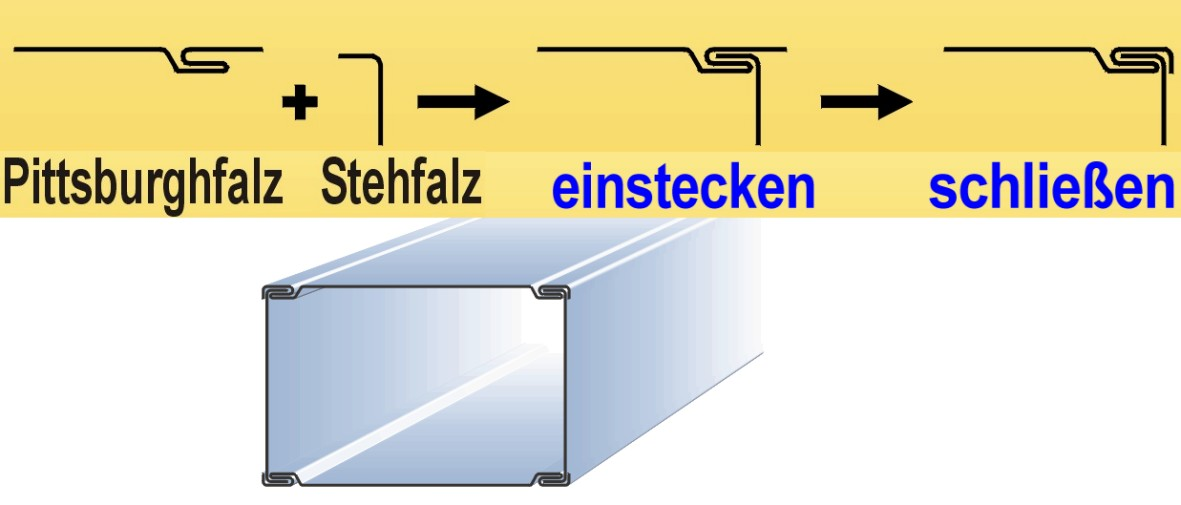
Pittsburghfalz-Verbindung

## Pittsburghfalz-Verbindung
Um eine Verbindungsstelle mit einer Pittsburghfalz-Verbindung zu schließen, muss an die eine Seite des Blechs ein Pittsburghfalz und an die andere Seite ein Stehfalz angebracht sein. Die beiden Falze werden ineinander gesteckt und mit einem Hammer oder einem Falzschließer geschlossen.

## Stehfalz

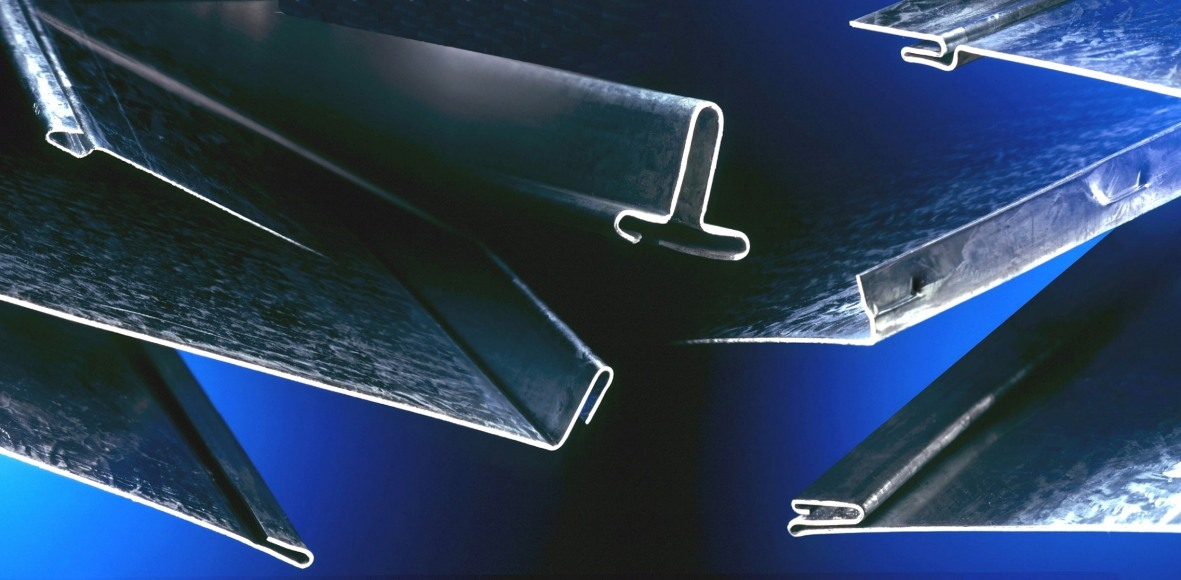
Gebräuchliche Falze bei der Produktion von Luftkanälen

Ist eine 90° Biegung.